# James Lancaster

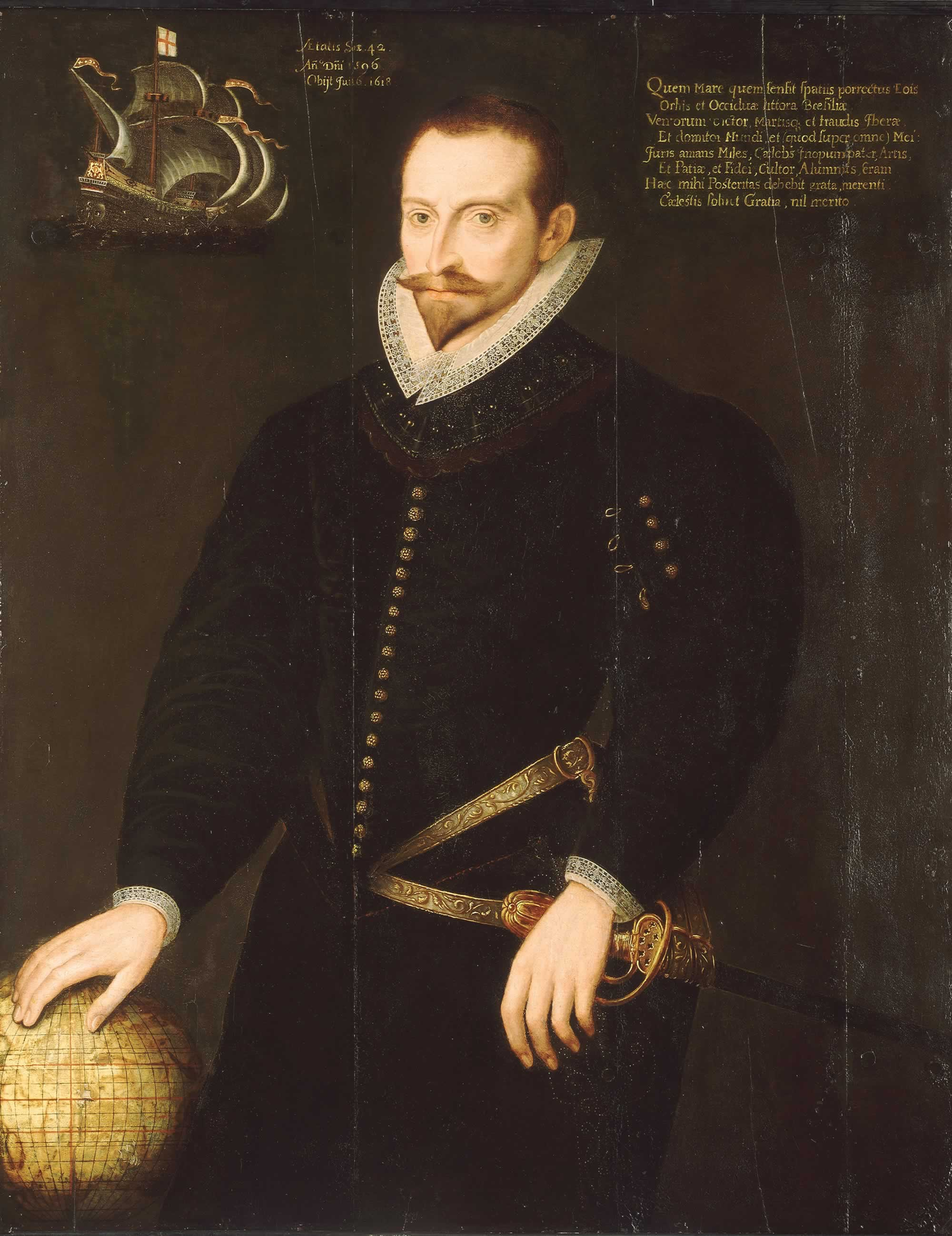
Porträt James Lancasters, 1596

Sir James Lancaster (* um 1554 in Basingstoke, Hampshire; † 6. Juni 1618 in London) war ein englischer Seefahrer, Diplomat und Pionier der englischen Bemühungen um das spätere Britisch-Indien.

## Leben
Zu Beginn des Jahres 1591 brach James Lancaster mit drei Schiffen von Plymouth aus zu seiner ersten Ostindien-Fahrt auf. Diese Expedition war die erste englische Mission in diese Gewässer überhaupt. Am 1. August erreichte die Expedition die Table Bay nahe dem heutigen Kapstadt, verlor jedoch am 12. September ein Schiff. Im Februar 1592 lief sie den Hafen von Sansibar an, umschiffte im Mai die Südspitze Indiens (Kanyakumari) und erreichte im Juni die Malaiische Halbinsel. Später erkundete die Expedition Ceylon, wo die Besatzung die Heimreise antrat. Die Rückreise war desaströs, und Lancaster brachte 1594 lediglich 25 Mann wieder nach England. Im selben Jahr leitete Lancaster ohne größeren Erfolg eine militärische Expedition nach Pernambuco im heutigen Brasilien.
1600 wurde er mit dem Kommando der ersten Flotte der Englischen Ostindien-Kompanie betraut. Die Flotte begann ihre Mission Ende April 1601. John Davis nahm als Steuermann an der Fahrt teil. Lancaster wurde von Königin Elisabeth I. zum offiziellen Unterhändler mit den ostindischen Herrschern ernannt. Die Flotte erreichte am 1. November das Kap der Guten Hoffnung, im April 1602 die Nikobaren und später Aceh und andere Gebiete Sumatras, Bantam und die Molukken. Im September 1603 kehrte die Flotte heim. Die Reise war sowohl in diplomatischer als auch in wirtschaftlicher Hinsicht äußerst erfolgreich. Lancaster wurde für seine Verdienste auf dieser Mission am 2. Oktober 1603 zum Knight Bachelor („Sir“) geschlagen.
Bis zu seinem Tod im Jahre 1618 blieb Lancaster ein einflussreicher Führer der Kompanie. Unter seiner Leitung wurden weitere wichtige Expeditionen sowohl nach Indien als auch bei der Suche nach der Nordwestpassage durchgeführt.
William Baffin benannte 1616 den Lancastersund im Nordwesten der Baffin Bay nach ihm. Zudem ist er Namensgeber für den Lancaster Hill in der Antarktis.